# Veribubo misellus
Veribubo misellus är en tvåvingeart som först beskrevs av Friedrich Hermann Loew 1869.  Veribubo misellus ingår i släktet Veribubo och familjen svävflugor. Inga underarter finns listade i Catalogue of Life.